# Oedeemtherapie
Oedeemtherapie is een behandeling van lymfoedeem van arm of been door een fysiotherapeut of huidtherapeut. Waar lymfoedeem vooralsnog niet te genezen lijkt te zijn is de therapie vooral gericht op het beperken en voorkomen van de toename van het oedeem om de bewegingsmogelijkheden van arm of been te vergroten of in ieder geval te behouden. 
Oedeemtherapie bestaat uit voorlichting, manuele lymfdrainage, oefentherapie en het gebruik van hulpmiddelen zoals cyclo drain, elastische kous, lymfetaping en bandageren.